# عملية بيركلاند-إيد

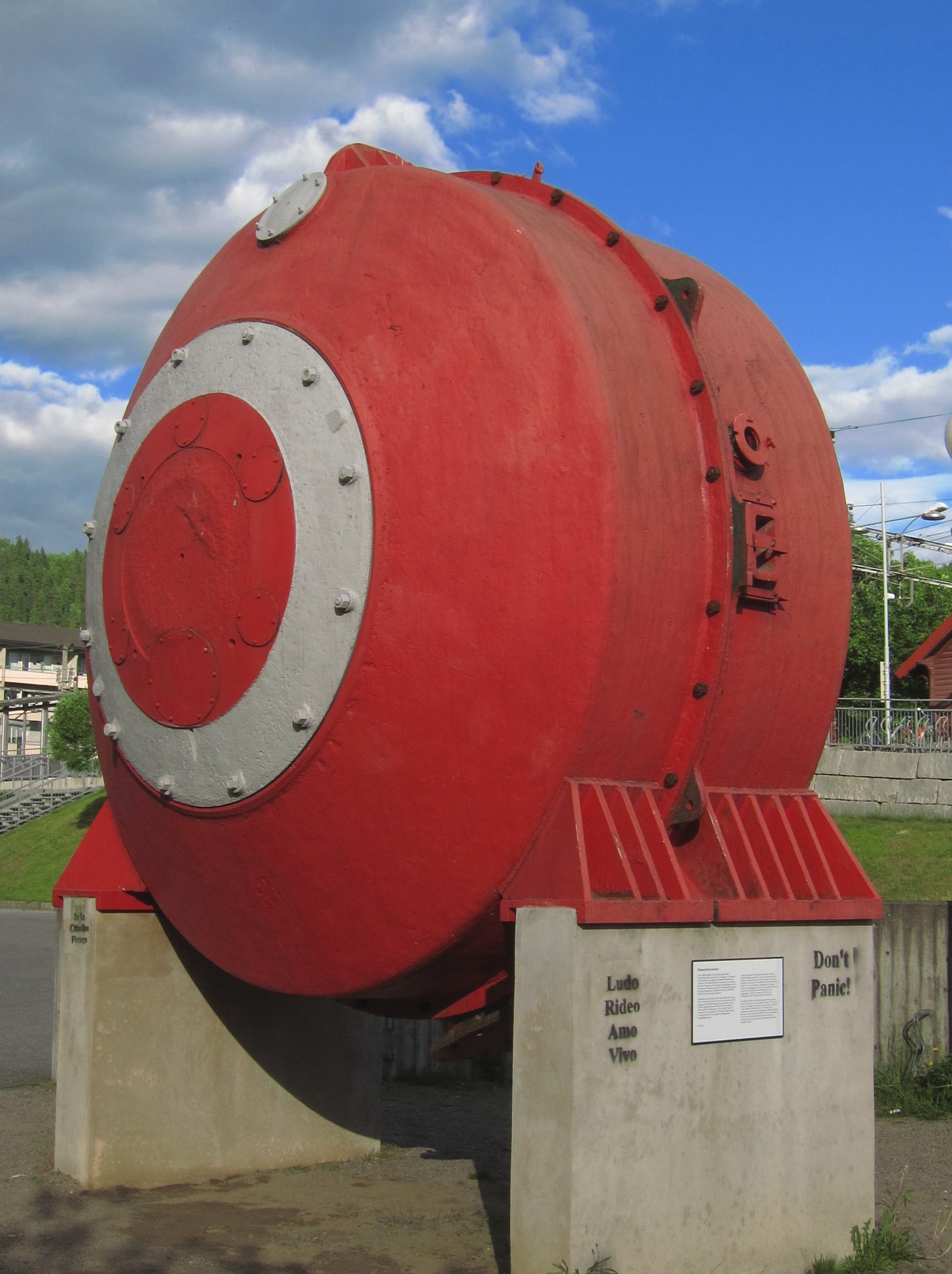
المفاعل المستخدم في ريوكان عام 1916م إلى عام 1940م بسعة 3000 كيلوواط (خارج المتحف النرويجي للعلوم والتكنولوجيا).

كانت عملية بيركلاند - إيد إحدى العمليات الصناعية المتنافسة في بداية إنتاج الأسمدة القائمة على النيتروجين. إنها تفاعل متعدد الخطوات لتثبيت النيتروجين تستخدم أقواسًا كهربائية لتفاعل النيتروجين (N2) مع الأكسجين (O2) الجويان، مما يؤدي في النهاية إلى إنتاج حمض النيتريك (HNO3) مع الماء.  ثم تم استخدام حمض النيتريك الناتج كمصدر للنترات (NO3-) في التفاعل الذي قد يحدث في وجود ماء أو متقبل للبروتون (قاعدة ) آخر.
{\textstyle {\ce {HNO3 + H2O -> H3O+ + NO3-}}}

تم تطويرها من قبل الصناعي والعالم النرويجي بيركلاند مع شريكه في العمل سام إيد في عام 1903م،  بناءً على طريقة استخدمها هنري كافنديش في عام 1784م.  تم بناء مصنع يعتمد على هذه العملية في ريوكان ونوتودن في النرويج، جنبًا إلى جنب مع بناء مرافق طاقة كهرومائية كبيرة.  
تعتبر عملية بيركلاند - إيد غير فعالة نسبيًا من حيث استهلاك الطاقة. لذلك، في 1910s و1920s من القرن الماضي، تم استبدالها تدريجيًا في النرويج بمزيج من عملية هابر-بوش وعملية أوستفالد. تنتج عملية هابر-بوش الأمونيا (NH3) من النيتروجين (N 2 ) والهيدروجين (H 2 ) الجزيئيان، ويتم إنتاج هذا الأخير عادةً ولكن ليس بالضرورة عن طريق إصلاح غاز الميثان (CH4) البخار في الممارسات الحالية. يتم بعد ذلك تحويل الأمونيا من عملية هابر-بوش إلى حمض النيتريك (HNO3) في عملية أوستفالد . 

## العملية

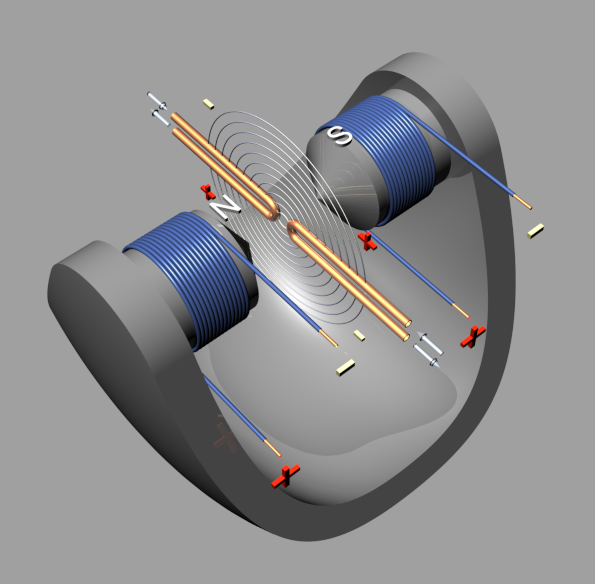
رسم تخطيطي لإنتاج قرص بلازما باستخدام أقطاب كهربائية مبردة بالماء ومغناطيس كهربي

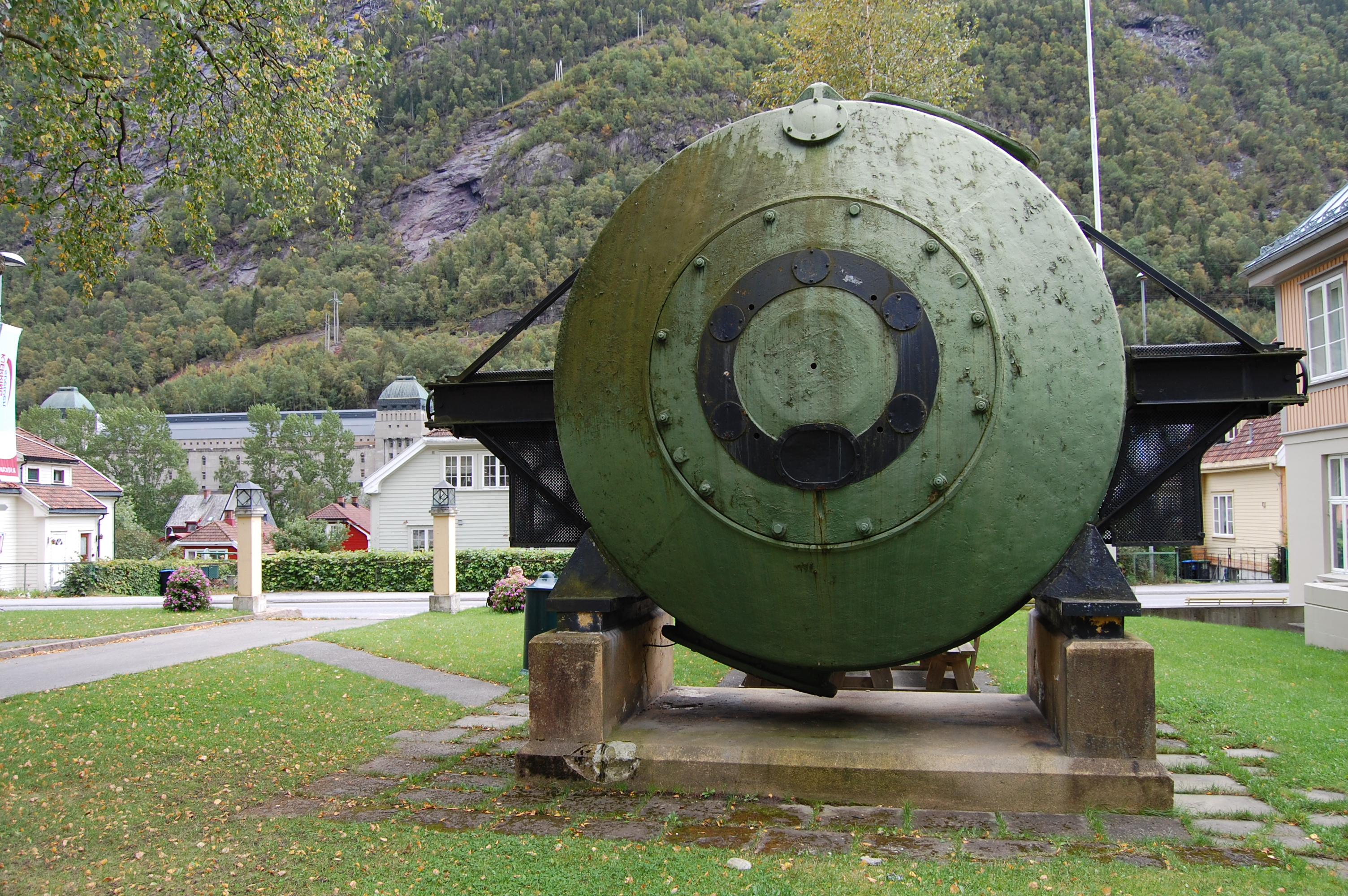
نوع واحد من المفاعلات المستخدمة في ريوكان من عام 1912م إلى عام 1940م موجود الآن في حديقة في ريوكان.

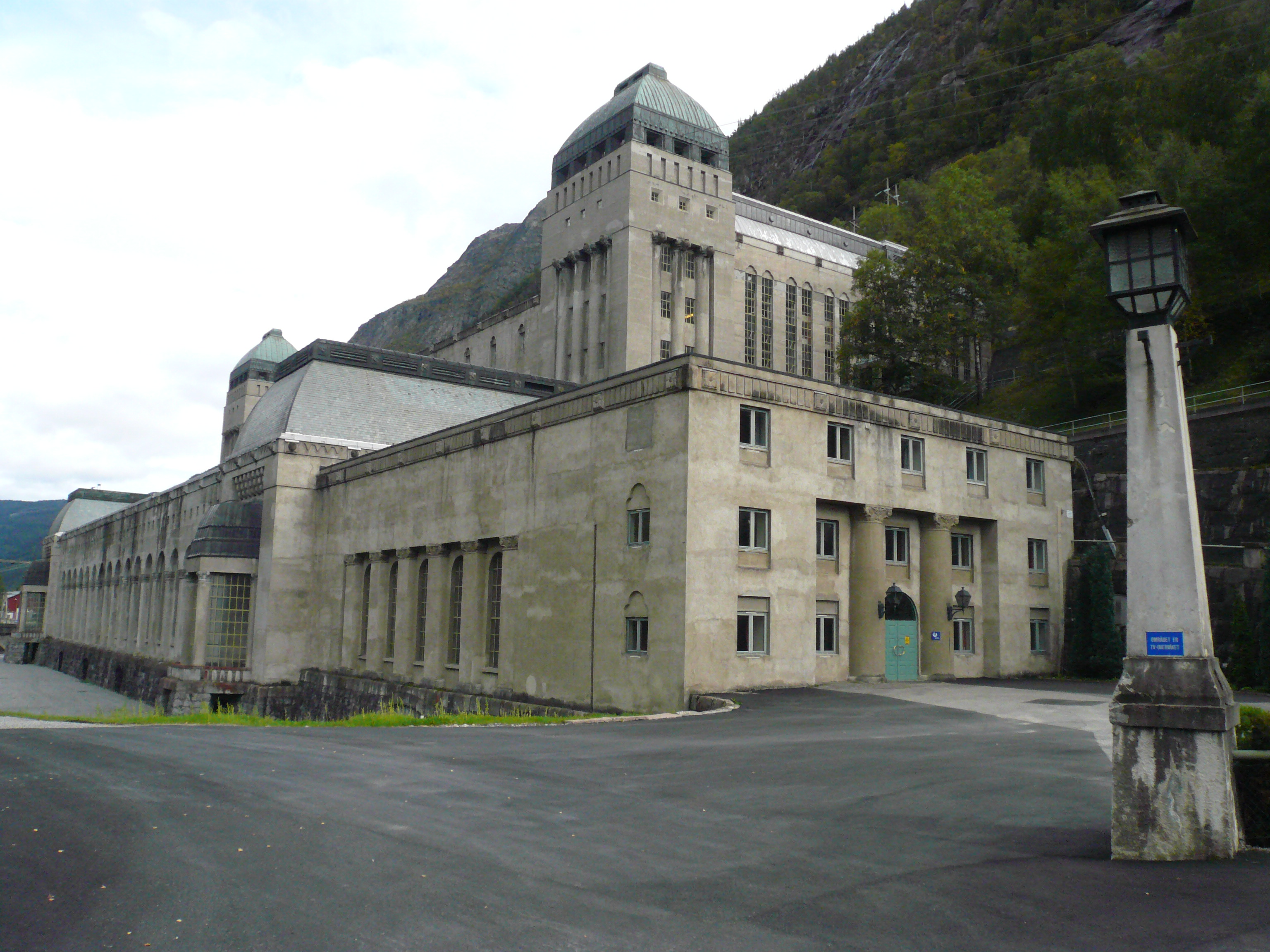
مبنى المفاعل الثاني خلف محطة ساهايم للطاقة الكهرومائية حيث تم تركيب 35 مفاعل بيركلاند-إيد تتطلب 3000 كيلوواط لكل منهما

تم تكوين قوس كهربائي بين قطبين من الأنابيب النحاسية متحد المحور المبردة بالماء مدعومان بتيار متردد عالي الجهد يبلغ 5 كيلو فولت عند 50 هرتز. ينتشر المجال المغناطيسي القوي الثابت الناتج عن مغناطيس كهربائي قريب القوس إلى قرص رفيع بواسطة قوة لورنتس. يعتمد هذا الإعداد على تجربة قام بها يوليوس بلوكر الذي أظهر في عام 1861م كيفية إنشاء قرص من الشرارات عن طريق وضع نهايات مغناطيس كهربائي على شكل حرف U حول فجوة شرارة بحيث تكون الفجوة بينهما عمودية على الفجوة بين الأقطاب الكهربائية، والذي تم تكراره لاحقًا بالمثل بواسطة فالتر نيرنست وآخرين.  كانت درجة حرارة البلازما في القرص تزيد عن 3000 درجة مئوية. تم نفخ الهواء عبر هذا القوس، مما تسبب في تفاعل بعض النيتروجين مع الأكسجين مكونًا أكسيد النيتريك. من خلال التحكم الدقيق في طاقة القوس وسرعة تيار الهواء، تم الحصول على عوائد تصل إلى 4-5 ٪ تقريبًا من أكسيد النيتريك عند 3000 درجة مئوية وأقل في درجات حرارة منخفضة.   هذه العملية شديد الاستهلاك للطاقة للغاية. استخدم بيركلاند محطة طاقة كهرومائية قريبة لتوليد الكهرباء حيث تطلبت هذه العملية حوالي 15 ميغاواط ساعة لكل طن حمض النيتريك حيث ينتج حوالي 60 جرام لكل كيلوواط ساعة. يتم تنفيذ نفس التفاعل عن طريق البرق، مما يوفر مصدرًا طبيعيًا لتحويل النيتروجين في الغلاف الجوي إلى نترات قابلة للذوبان. 
{\displaystyle {\ce {N2 + O2 -> 2NO}}}
يتم تبريد أكسيد النيتريك الساخن ويتحد مع الأكسجين الجوي لإنتاج ثنائي أكسيد النيتروجين. يعتمد الوقت الذي تستغرقه هذه العملية على تركيز أكسيد النيتروجين في الهواء. عند 1٪ تستغرق حوالي 180 ثانية وعند 6٪ تستغرق حوالي 40 ثانية لتحقيق 90٪ تحويل. 
{\displaystyle {\ce {2 NO + O2 -> 2 NO2}}}
ثم يتم إذابة ثنائي أكسيد النيتروجين هذا في الماء لينتج حمض النيتريك، والذي يتم بعد ذلك تنقيته وتركيزه عن طريق التقطير بالتجزئة . 
{\displaystyle {\ce {3 NO2 + H2O -> 2 HNO3 + NO}}}
كان تصميم عملية الامتصاص حاسمًا لكفاءة النظام بأكمله. تم امتصاص ثنائي أكسيد النيتروجين في الماء في سلسلة من أبراج امتصاص من الأعمدة المعبأ أو الأعمدة اللوح كل واحده مكونه من أربعة طوابق لإنتاج ما يقرب من 40-50٪ حمض النيتريك. قامت الأبراج الأولى بإخراج ثاني أكسيد النيتروجين من خلال الماء وشظايا الكوارتز غير التفاعلية. بمجرد وصول البرج الأول إلى التركيز النهائي، تم نقل حمض النيتريك إلى حاوية تخزين من الجرانيت، وحل محله السائل من برج المياه التالي. استمرت عملية الحركة هذه حتى برج المياه الأخير الذي تم تجديده بالمياه العذبة. بقي حوالي 20٪ من أكاسيد النيتروجين غير متفاعلة لذا احتوت الأبراج النهائية على محلول قلوي من الجير لتحويل المتبقي إلى نترات الكالسيوم (المعروف أيضًا باسم الملح الصخري النرويجي) باستثناء 2٪ تقريبًا التي تم إطلاقها في الهواء. 